# Friesodielsia longiflora
Friesodielsia longiflora är en kirimojaväxtart som först beskrevs av Elmer Drew Merrill, och fick sitt nu gällande namn av Cornelis Gijsbert Gerrit Jan van Steenis. Friesodielsia longiflora ingår i släktet Friesodielsia och familjen kirimojaväxter. Inga underarter finns listade i Catalogue of Life.